# Atriplex semibaccata
Atriplex semibaccata é uma espécie de planta com flores da família Amaranthaceae, endêmica da Austrália. Trata-se de uma erva perene nativa dos estados da Austrália Ocidental, Austrália Meridional, Queensland e Nova Gales do Sul, mas que foi introduzida em outras regiões do país e em nações estrangeiras. Floresce e frutifica na primavera, propagando-se por sementes liberadas quando os frutos se abrem. Essa espécie é adaptada a chuvas irregulares, extremos de temperatura e umidade, além de solos pobres. É utilizada para reabilitação ambiental, fins medicinais, como cultura de cobertura [en] e forragem animal. Sua introdução em outros países gerou impactos ambientais e econômicos significativos.

## Descrição
Atriplex semibaccata é uma erva perene com raiz primária, exibindo características prostradas e decumbentes. Nativa da Austrália e amplamente distribuída nos estados continentais, ela prospera em condições adversas e salinas. Frequentemente forma tapetes ou assume uma postura semi-ereta, alcançando de 40 a 80 cm de altura e um diâmetro de 1,5 a 2 metros. Seus ramos finos emergem de uma raiz primária lenhosa.
As folhas são esbranquiçadas e ásperas, subsésseis (com pequeno pedúnculo) e, quando jovens, têm formato espatulado ou obovado (oblongo ou elíptico). Com o desenvolvimento, adquirem tonalidades de verde a cinza-esverdeado, medindo de 5 a 30 mm de comprimento e 2 a 9 mm de largura, com base afilada e ápice obtuso. São finas, oblongo-elípticas e possuem um curto pecíolo de 1 a 2 cm. As flores estaminadas são minúsculas, terminais e têm 1,5 mm de largura, enquanto as flores pistiladas se agrupam distalmente às folhas. A espécie é monoica.
As bractéolas frutíferas tornam-se vermelhas ou alaranjadas quando maduras, apresentando forma convexa e romboide (semelhante a um diamante). Os frutos são suculentos, unidos na base, com margens dentadas, sésseis e medem de 4 a 6 mm de comprimento.
A propagação ocorre por sementes, que são dimórficas: as pretas têm de 1,5 a 1,7 mm, e as marrons, 2 mm. A planta é útil como forragem animal e para solos degradados ou afetados por salinidade. Suas condições ideais de habitat incluem clima seco ou subtropical e luz solar direta. Possui interesse durante todo o ano e uma zona de resistência 4. Requer hidratação leve em solos de argila, franco, turfa, areia ou silte, com pH do solo neutro.

## Taxonomia e nomenclatura

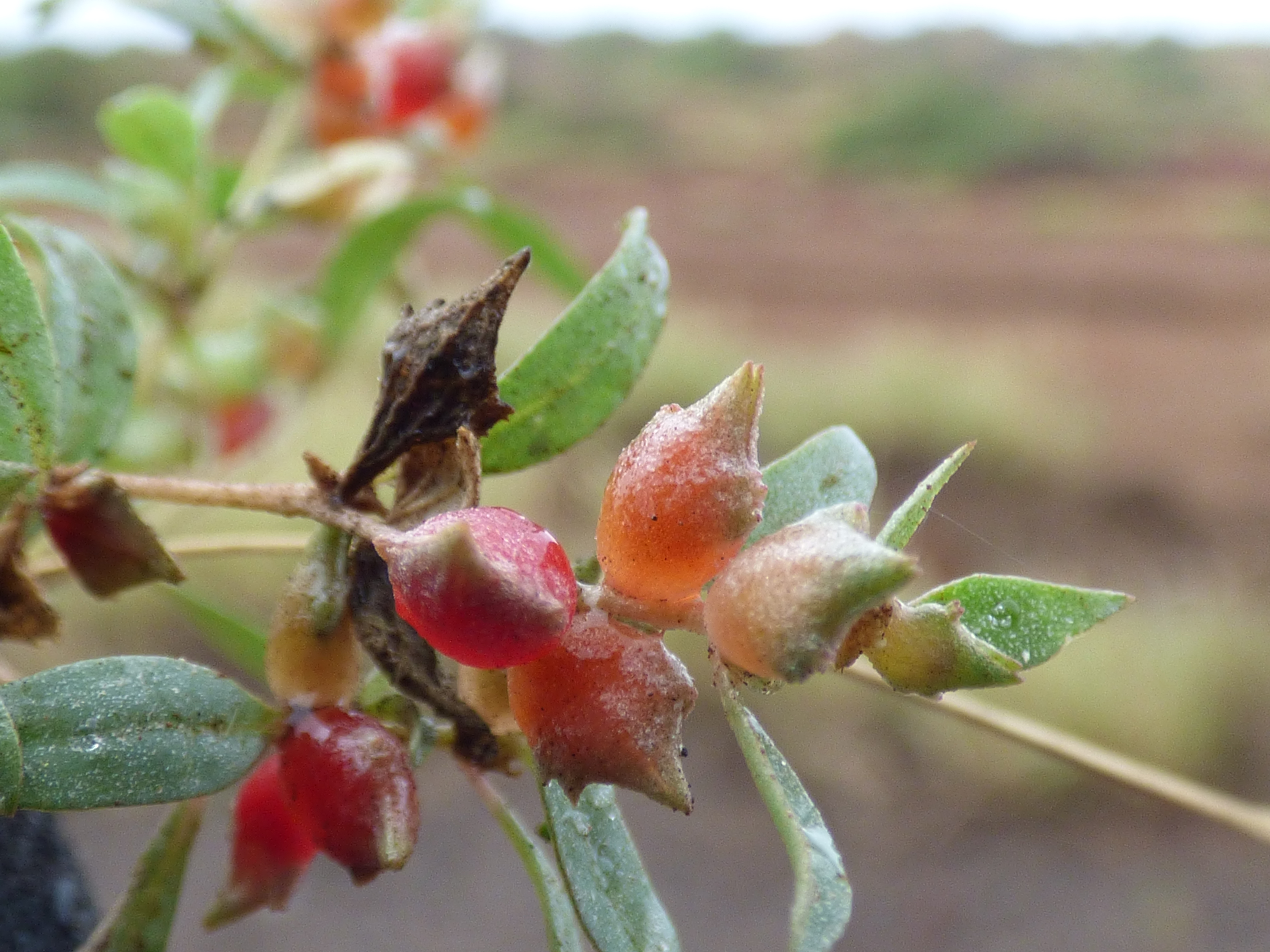
Frutos suculentos vermelhos de A. semibaccata (também chamados de bractéolas)

Atriplex semibaccata foi descrita formalmente em 1810 por Robert Brown em sua obra Prodromus Florae Novae Hollandiae et Insulae Van Diemen [en]. Pertence à família Amaranthaceae e à subfamília Chenopodiaceae, junto a outras espécies halófitas (tolerantes ao sal). Há diversas variedades relatadas, como var. melanocarpa, var. biformis, var. microcarpa, var. gracilis e var. appendiculata, que refletem diferenças morfológicas na espécie.
Na Austrália, a planta é conhecida pelas bractéolas suculentas, seus frutos característicos. Existem duas formas principais: na Austrália Ocidental e áreas áridas do sul, as bractéolas são romboides e suculentas; em Queensland e Nova Gales do Sul, são delgadas, secas e deltóides. A espécie hibridiza com Atriplex spinibractea em Nova Gales do Sul, originando a variante A. neurivalvis no norte de Queensland, onde as bractéolas não apresentam suculência.
Análises de variabilidade genética com marcadores moleculares e filogenética mostram que A. semibaccata diverge de outras espécies do gênero Atriplex (como A. halimus, A. amnicola [en], A. lentiformis [en], A. canescens [en], A. undulata e A. nummularia [en]), sendo um dos dois grupos menos semelhantes às demais.
Seus nomes comuns incluem salicórnia australiana, erva-sal australiana, salicórnia rastejante e salicórnia de bagas. O nome do gênero Atriplex tem origem no latin atriplexum, derivado do grego astraphaxes, que significa "salicórnia" ou "orache". O epíteto específico semibaccata vem do latim semi ("metade") e baccata ("com bagas").

## Distribuição e habitat

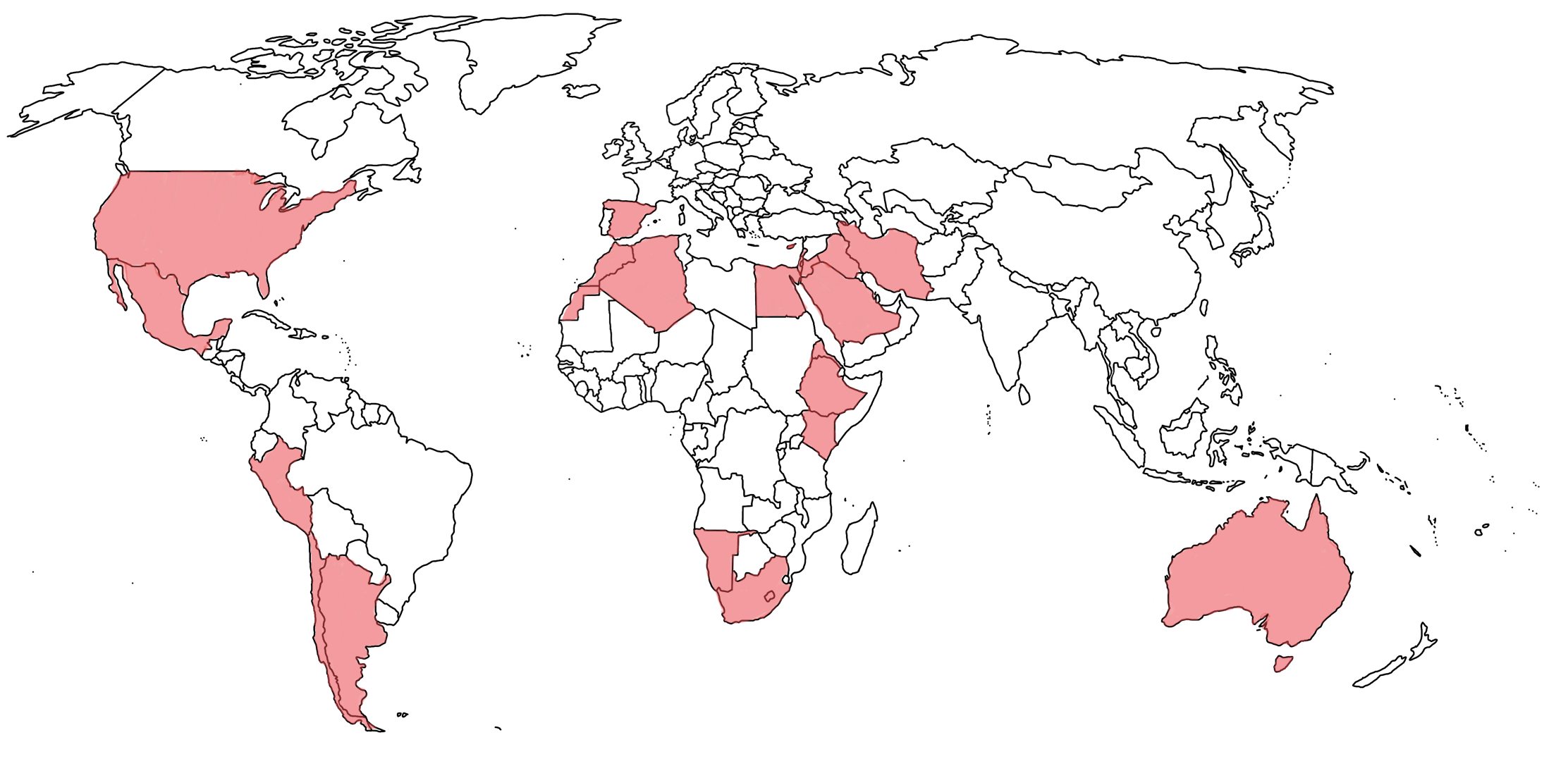
Mapa de distribuição de A. semibaccata em regiões documentadas

Endêmica da Austrália, a espécie é nativa da Austrália Ocidental, Austrália Meridional, Queensland e Nova Gales do Sul, mas foi naturalizada no Território da Capital Australiana, na Ilha Norfolk e possivelmente na Tasmânia. Também foi introduzida na América do Norte e do Sul, Norte da África, Chifre da África, Oriente Médio, Península Arábica, Ásia e região do Mediterrâneo, como uma cultura de forragem tolerante à seca e ao sal. Na Tasmânia, foi introduzida para pastagem. Ocorre em solos pesados e levemente salinos, em bosques próximos a lagos salgadas, sendo comum em áreas perturbadas como invasora. Sua primeira distribuição registrada foi na Califórnia, em 1901, como forragem para gado em regiões alcalinas, com sementes distribuídas em 1916 e presença consolidada até 1940 na costa sul e esporadicamente no interior. Condições ideais de habitat incluem clima seco ou subtropical e luz solar direta.

## Ecologia

### Biologia reprodutiva

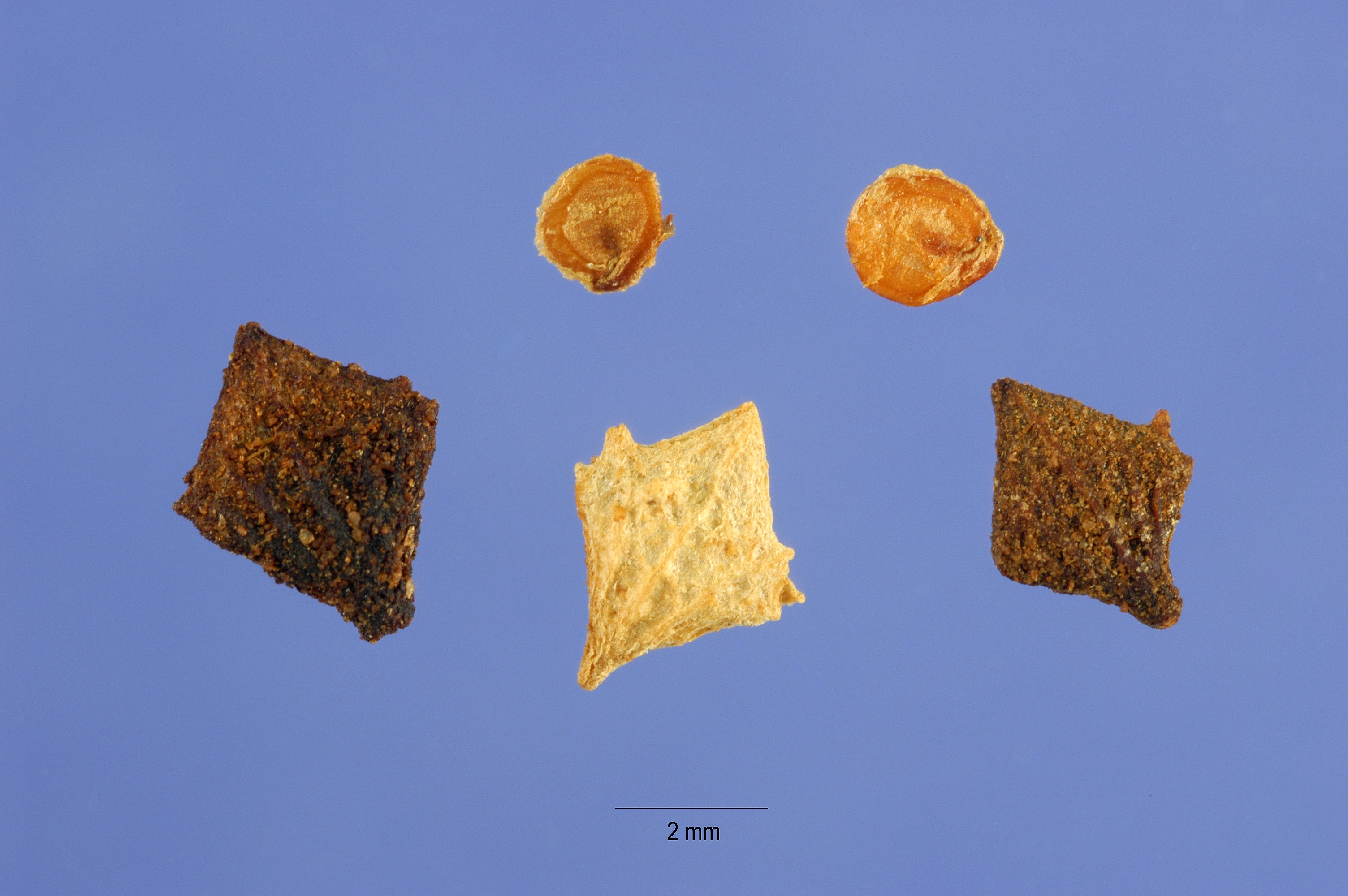
Aparência e dimensões das sementes de A. semibaccata para reprodução

A. semibaccata se reproduz por propagação de sementes, que são liberadas quando as bractéolas frutíferas se rompem ao amadurecer e secar. A semente possui radícula ascendente. É autocompatível e polinizada pelo vento (anemófila). As flores masculinas formam pequenos glomérulos nas axilas distais, enquanto as flores femininas aparecem em cachos axilares dispersos. A persistência das sementes no solo e as condições de germinação são desconhecidas, mas a planta não entra em dormência quando as taxas de germinação são altas.
Na Austrália, floresce e frutifica na primavera e no verão, com floração prolongada na Austrália Ocidental. No Hemisfério Norte (como nos Estados Unidos), a floração ocorre na primavera (março a maio), verão (junho a agosto) e início do inverno (dezembro a fevereiro).

### Fisiologia e fenologia
A evolução da fotossíntese C4 contribuiu para o sucesso do gênero Atriplex. Diferente de outras plantas C4 da subfamília Chenopodiaceae, A. semibaccata apresenta anatomia de Kranz, com uma camada de células da bainha do feixe ao redor do feixe vascular e células em paliçada radialmente dispostas, com pouca variação nos tipos de folhas C4. A planta adapta-se às condições ambientais, como temperatura atmosférica, umidade do solo, salinidade e evaporação.
Maior exposição à salinidade induz uma resposta ao estresse salino, reduzindo o número de cloroplastos nas células do clorênquima e da bainha do feixe, o diâmetro da raiz, o tamanho das folhas, a condutância estromática foliar e a taxa fotossintética líquida. Altos níveis de sal aumentam a concentração intracelular de CO₂ e o número de estômatos por área foliar.
No inverno, A. semibaccata entra em dormência, ao contrário de outras espécies de Atriplex. Chuvas escassas e inconsistentes, variações de temperatura, umidade e solos pobres exigem adaptações da planta.

## Cultivo

### Requerimentos ambientais

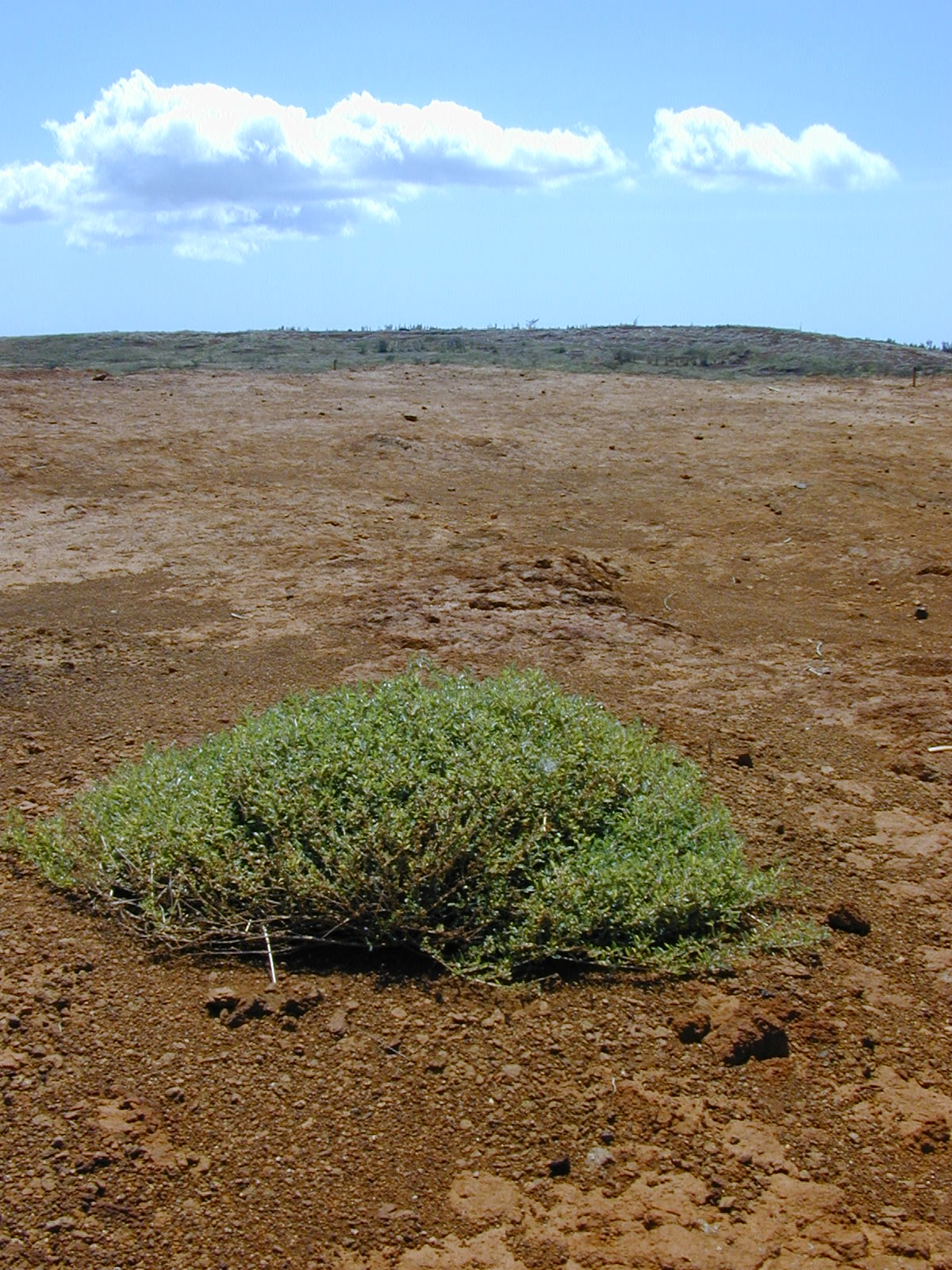
Crescimento de A. semibaccata em condições áridas e salinas

Nativa da Austrália, A. semibaccata não ocorre em regiões tropicais e úmidas, como o norte de Queensland, sendo tolerante à seca em áreas áridas e semiáridas subtropicais. Cresce bem em locais com precipitação anual média de 250 a 900 mm. Como subarbusto rastejante e de raízes profundas, requer pouca umidade do solo. Prefere áreas expostas ao sol e tolera temperaturas mínimas de -5 °C no inverno. Resiste a ventos carregados de sal, uma vantagem em regiões costeiras, e solos salinos favorecem uma germinação rápida e abundante, competindo com espécies nativas. Apresenta alta tolerância ao sal (9-16 dS/m) e cresce em solos leves e ácidos, como solos argilosos, arenosos ou encharcados.

### Movimento e dispersão
A dispersão natural ocorre em curtas distâncias, com sementes encontradas sob plantas remanescentes e sub-bosque. Animais ampliam essa distância ao consumir as bractéolas vermelhas e suculentas, disseminando as sementes. Espécies herbívoras, como répteis, aves e raposas, foram registradas com sementes no tubo digestivo na Califórnia, Estados Unidos. A introdução acidental ocorre pelo transporte de feno e outras culturas de forragem. Internacionalmente, foi dispersada intencionalmente por sua resistência à seca e salinidade, sendo usada como forragem e cobertura de solo.

## Usos

### Cultura de cobertura
Na Austrália, A. semibaccata é usada em agrofloresta para melhorar o desempenho e a lucratividade de vinhedos. Introduzida em regiões com escassez de água devido a secas e altas temperaturas, serve como uma cultura de cobertura sustentável que repele pragas. Como planta perene nativa, aumenta a presença de invertebrados simbióticos, melhorando o controle de pragas e reduzindo a necessidade de controles sintéticos.

### Reabilitação
A planta é empregada em propósitos regenerativos, como a restauração de rejeitos de mineração. Adapta-se às condições salinas e secas de resíduos de mineração, germinando nessas áreas. Também é usada em paisagismo e como cobertura para controlar o solo e a erosão, sendo eficaz no controle de ervas-daninhas em acostamentos, rotatórias e faixas naturais. Outros usos incluem aterramento marítimo sem necessidade de sistemas de irrigação com água salina e restauração de áreas degradadas.

### Forragem/Alimentação animal
Utilizada como pastagem em terras salinas, A. semibaccata fornece forragem para animais de pastagem quando outras fontes são escassas, melhorando a produção em áreas salinas, reduzindo o movimento de sal e estabilizando a estrutura do solo. É uma salicórnia facilmente consumida, oferecendo uma dieta diversificada e forragem primária. Seu alto teor de sal nas folhas limita seu uso como alimento se a água potável para o gado for insuficiente. Quando jovem, é palatável, com baixo valor energético, mas rica em proteína bruta, exigindo suplementos alimentares e água adequada para o gado.

### Medicinal
Os óleos essenciais de A. semibaccata possuem compostos com propriedades antibacterianas e antioxidantes. Esses óleos têm efeito sinérgico moderado com a gentamicina, um antibiótico usado contra infecções bacterianas. É adequada para revegetação de terras marginais, com sua biomassa utilizada como óleo essencial no controle de infecções microbianas. Extratos alcoólicos da planta, como escopoletina, cumarina, escopolina [en], umbeliferona, 7-metoxi cumarina, ácido fenólico e ácido p-cumárico, também apresentam atividade antibacteriana. Compostos isolados, como tiramina e lignanamida, exibem atividade citotóxica contra a proliferação de linfoblastos de leucemia (células CCRF-CEM).

## Impacto ambiental
A. semibaccata forma uma cobertura densa que desloca espécies nativas, sendo considerada invasora pelo Serviço de Pesca e Vida Selvagem dos Estados Unidos. Afeta espécies ameaçadas como Panicum niihauense [en] (em perigo crítico), Verbesina dissita [en] e Sesbania tomentosa [en]. No Havaí, Estados Unidos, compete com gramíneas nativas e ameaçadas como Scaevola coriacea e Sesbania tomentosa, encontradas em populações naturais limitadas em Molokai. Na Califórnia, compete com Verbesina dissita por espaço, sombra, água e luz, causando mudanças ecológicas por competição, sombreamento e alteração de habitat.

Por outro lado, promove a biodiversidade através do controle biológico, aumentando a presença de invertebrados em agroecossistemas que auxiliam no controle de pragas, predadores e parasitoides. Como cultura de cobertura, abriga invertebrados, favorecendo a decomposição de material orgânico, aeração e ciclagem de nutrientes, mantendo a saúde da vegetação circundante. A diversidade do solo suporta predadores de pragas, evitando danos a culturas, melhorando a qualidade do solo, suprimindo ervas-daninhas e contribuindo para o manejo de pragas.

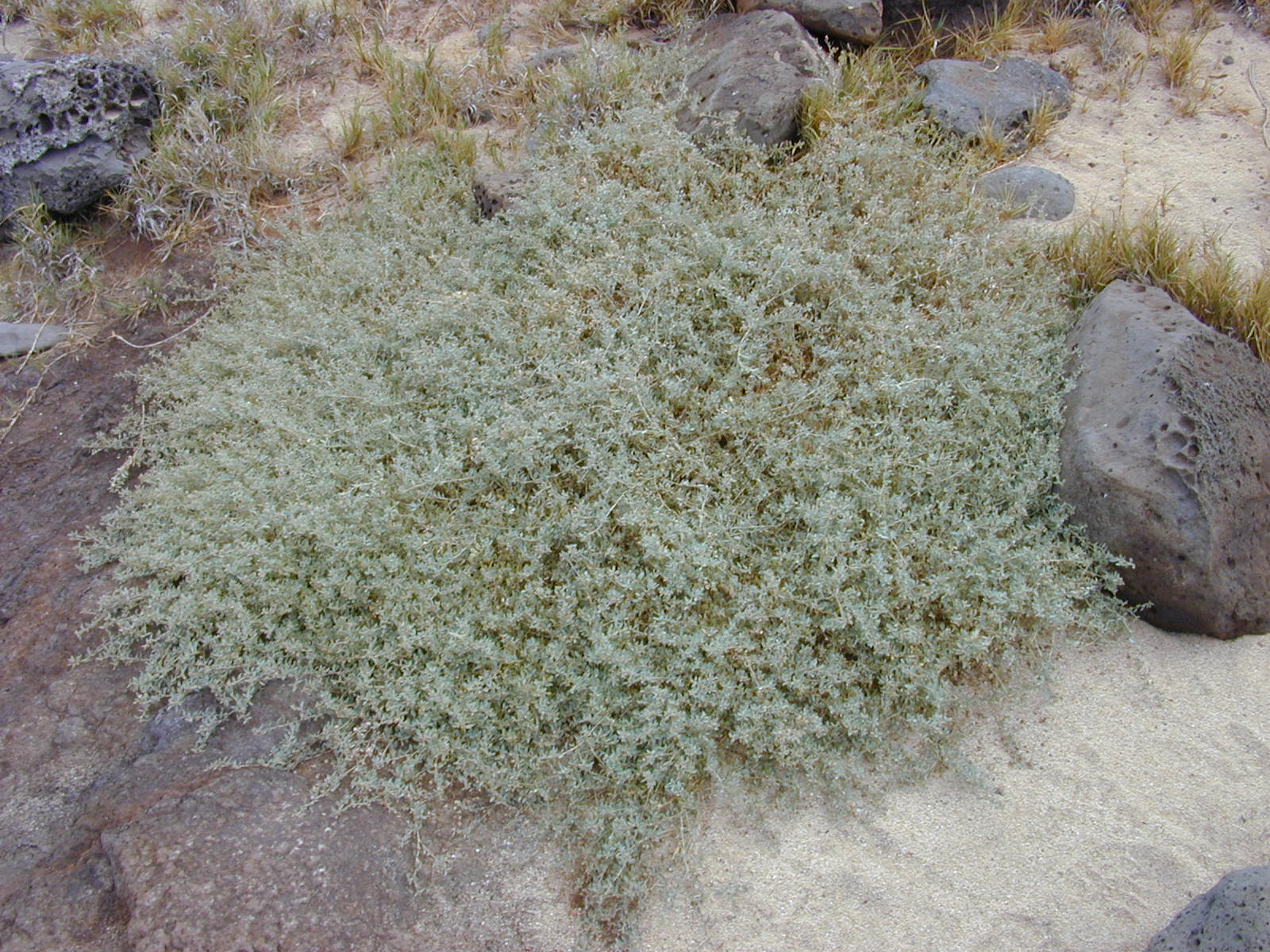
Crescimento invasivo em Kahoʻolawe, Havaí
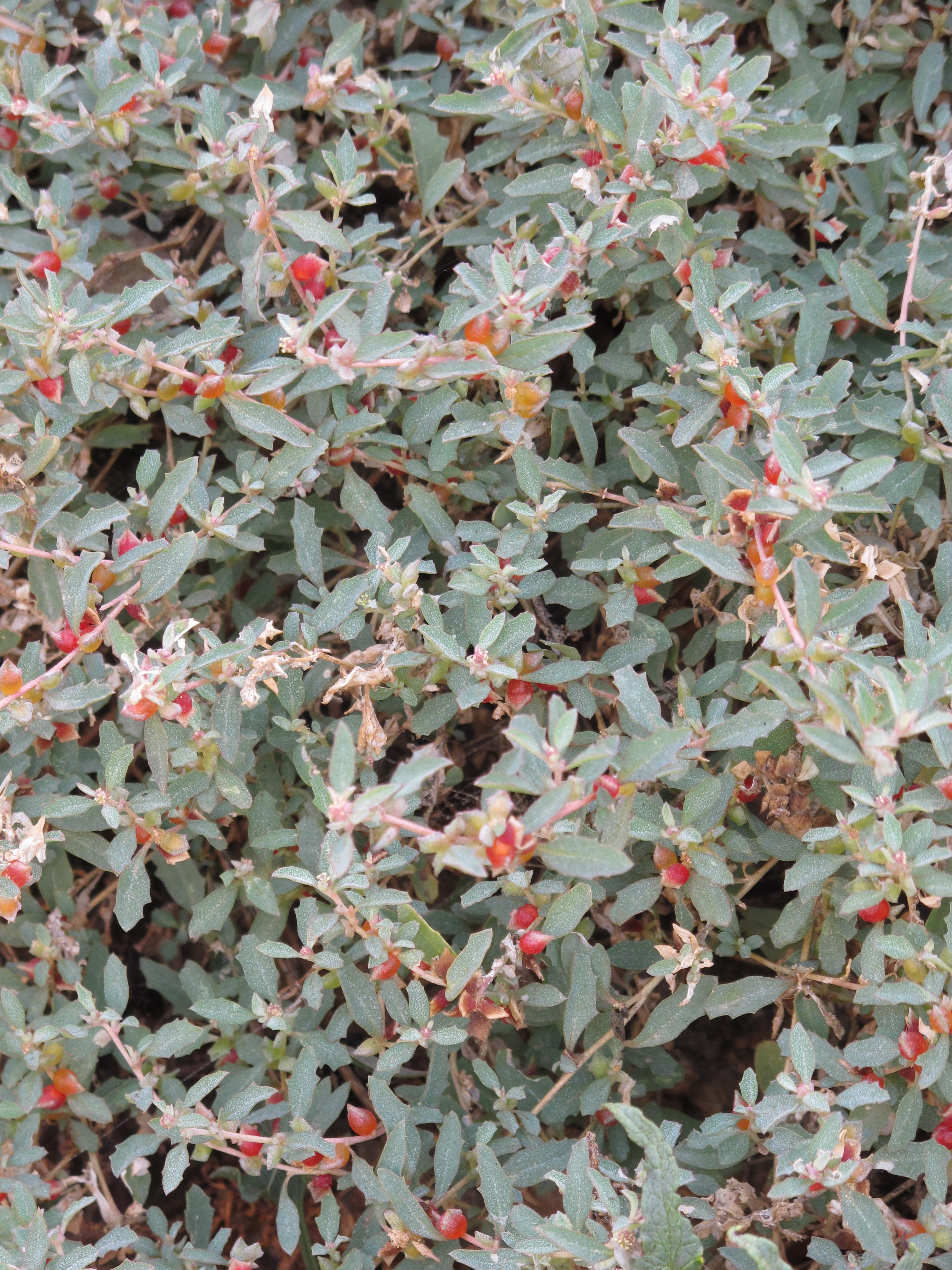
Crescimento invasivo nas Ilhas Canárias
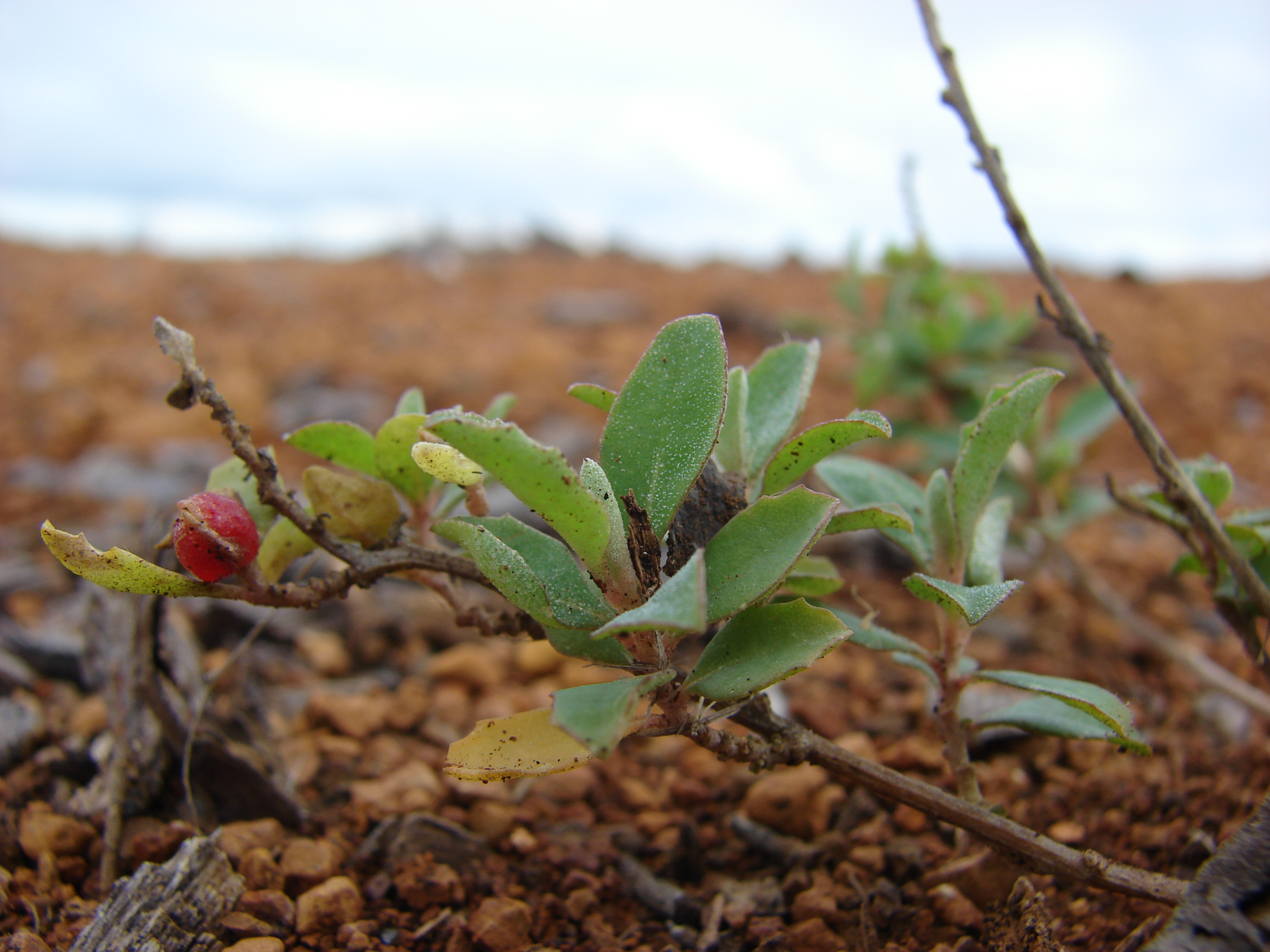
Crescimento invasivo em Kahoʻolawe, Havaí

## Impacto econômico
O impacto econômico de A. semibaccata é positivo em regiões onde não é invasora, com benefícios em reabilitação, propriedades medicinais, alimentação e cultura de cobertura. Em contrapartida, sua invasividade gera impactos negativos ao ameaçar espécies nativas, alterar a biodiversidade e exigir controle físico e químico dispendioso. O controle químico utiliza herbicidas como dicamba, dicamba/MCPA amina, ácido diclorofenoxiacético e picloram/ácido diclorofenoxiacético. A remoção física por arrancamento manual é eficaz devido ao seu tamanho, devendo ocorrer antes da produção de sementes, com revisões posteriores para eliminar plantas de sementes residuais.